# Ваздушни хокеј
Ваздушни хокеј (или хокеј у ваздуху) је стона игра за два такмичара у којем је главни циљ добијање бодова убацивањем пака у противнички гол користећи ручну палицу. За играње је потребан посебни сто који је избушен са ситним рупама на подножју стола кроз које шишти ваздух на којем пак лебди.